# Harlem
Harlem je dio četvrti Manhattan u New Yorku, dugo poznat kao glavni afroamerički stambeni, kulturni i poslovni centar. Harlem je osnovan kao nizozemsko selo, formalno organizirano 1658. godine. Ime je dobio po gradu Haarlemu u Nizozemskoj.

## Povijest
Prvi europski naseljenici na ovom području "Novog Harlema" bili su Hendrick (Henry) de Forest, Isaac de Forest te njihova sestra Rachel de Forest koji su bili francusko nizozemski emigranati, emigrirali 1637. godine.
Harlem je kroz svoju povijest imao velike promjene stanovništva. Crni stanovnici započeli su pristizati 1904. godine za vrijeme velike migracije u SAD-u. 

## Transport
Uslugu prijevoza u Harlemu pruža MTA New York City Transit putem autobusa i podzemne željeznice. Neki lokalni putevi u Bronxu također povezuju Manhattan, da bi pružili klijentima pristup u obe četvrti.
Podzemna željeznica
- IRT Lenox Avenue Line (2, 3)
- IRT Broadway – Seventh Avenue Line (1)
- IND Eighth Avenue Line (A, B, C, D)
- IND Concourse Line (B, D)

Autobus
- M1: do Harlema ili East Villagea (preko avenija: Lenox, Peta i Madison)
- M2: do Washington Heightsa ili East Villagea (preko bulevara: Adam Powell)
- M3: do Fort Georgea ili East Villagea (preko avenije: St. Nicholas)
- M4: do Fort Tryon Parka, The Cloisters Museuma ili Penn Stationa (preko avenija: Broadway i Fort Washington)
- M5: do George Washington Bridge Bus Terminala ili South Ferryja (preko avenija: Broadway i Riverside Drive)
- Bx6: do Riverside Drivea ili Hunts Point, Bronx (preko ulice: 155th Street Crosstown)
- M7: do Harlema ili Chelsea (preko avenije: Lenox, preko ulice: 116th Street)
- M10: do Harlema ili Columbus Circlea (preko bulevara: Fredrick Douglass)
- M11: do Riverbank State Parka ili Chelsea (preko avenija: Riverside Drive i Amsterdam Avenue)
- Bx15: do Manhattanvillea ili Fordham Plaze (preko ulice: 125th Street Crosstown)
- Bx19: do Riverbank State Parka ili New York Botanical Gardensa (preko ulice: 145th Street Crosstown)
- Bx33: do Harlema ili Port Morrisa (preko ulice: 135th Street Crosstown)
- M60: do Upper West Sidea ili LaGuardia Airport (preko ulice: 125th Street Crosstown)
- M100: do Inwooda ili East Harlema (preko avenije: Amsterdam, preko ulice: 125th Street)
- M101: do Fort Georgea ili East Villagea (preko avenije: Amsterdam, preko ulice: 125th Street)
- M102: do Harlema ili East Villagea (preko avenije: Lenox, preko ulice: 116th Street)
- M116: do Upper West Sidea ili East Harlema (preko ulice: 116th Street Crosstown)

## Poznate osobe

### Rano razdoblje (prije 1920. godine)
- John James Audubon - prirodoslovac
- Aaron Burr - zamjenik predsjednika
- Richard Croker - političar
- James Reese Europe - jazz glazbenik
- Francis Scott Fitzgerald - pisac
- Thomas Francis Gilroy - gradonačelnik
- Alexander Hamilton - političar
- Hubert Harrison - pisac i političar
- Scott Joplin - pijanist i kompozitor
- Alfred Henry Lewis - pisac
- Vince McMahon, Sr. - osnivač svjetske organizacije hrvanja
- Paul Meltsner - slikar i muralist
- Thomas Nast - slikar
- Philip A. Payton, Jr. - poduzetnik
- Norman Rockwell - slikar i ilustrator
- Norman Thomas - radikalni aktivist
- Daniel Fawcett Tiemann - gradonačelnik
- Robert Anderson Van Wyck - gradonačelnik
- Cornelius Van Wyck Lawrence - gradonačelnik

### Židovski, talijanski i irski Harlem (1900. – 1930.)
- Sholem Aleichem - pisac
- Moe Berg - igrač i trener bejzbola
- Milton Berle - glumac
- Fanny Brice - glumica
- Art Buchwald - pisac
- Bennett Cerf - izdavač
- Morris Raphael Cohen - filozof
- George Gershwin - skladatelj
- Ira Gershwin - skladatelj
- Lorenz Hart - tekstopisac
- Oscar Hammerstein I - izumitelj i kazališni poduzetnik
- Oscar Hammerstein II - pisac i kazališni producent
- Harry Houdini - mađioničar
- Frank Hussey - atletičar
- Burt Lancaster - glumac
- Braća Marx - komičari
- Arthur Miller - dramski pisac
- Giuseppe Morello - gangster
- Richard Rogers - skladatelj
- Henry Roth - pisac
- Yossele Rosenblatt - skladatelj i kantor
- Ignazio Lupo - gangster
- Jessie Sampter - spisateljica pjesama
- Arthur Hays Sulzberger - izdavač
- Henrietta Szold - osnivačica ženske volonterske organizacije
- Obitelj Morello - gangsteri

### Preporod u Harlemu i Drugi svjetski rat (1920. – 1945.)
- Louis Armstrong - jazz glazbenik
- Count Basie - pijanist i skladatelj
- George Wilson Becton - vođa kulta
- Arna Bontemps - pisac
- William Stanley Braithwaite - pisac i pjesnik
- Eunice Carter - državna sutkinja
- John Henrik Clarke - pisac i povjesničar
- Countee Cullen - pjesnik
- Aaron Douglas - slikar
- W. E. B. Du Bois - aktivist i pisac
- Duke Ellington - skladatelj i pijanist
- Father Divine - vjerski vođa
- Rudolph Fisher - pisac
- Marcus Garvey - političar i novinar
- Marcelino Manuel da Graca - propovjednik
- Lillian Harris Dean - poduzetnik
- Lionel Hampton - jazz glazbenik
- Hubert Harrison - pisac i političar
- Coleman Hawkins - glazbenik
- Billie Holiday - pjevačica

- Casper Holstein - gangster
- Lena Horne - pjevačica i glumica
- Langston Hughes - pisac i pjesnik
- Zora Neale Hurston - spisateljica
- Bumpy Johnson - gangster
- James P. Johnson - pijanist
- James Weldon Johnson - pisac
- Donald Jones - glumac i plesač
- Fiorello La Guardia - gradonačelnik
- Alain LeRoy Locke - pisac i filozof
- Joe Louis - boksač
- Claude McKay - pjesnik i romanopisac
- Florence Mills - pjevačica
- Adam Clayton Powell, Sr. - vjerski vođa
- A. Philip Randolph - aktivist
- Paul Robeson - pjevač i glumac
- Bill Robinson - plesač
- James Herman Robinson - pastor
- Willie "The Lion" Smith - pijanist
- Stephanie St. Clair - vođa bande
- Wallace Thurman - pisac
- Jean Toomer - pisac
- James Van Der Zee - fotograf
- Fats Waller - pijanist
- Madam C. J. Walker - poduzetnica
- A'Lelia Walker - poslovna žena
- Ethel Waters - pjevačica i glumica
- Walter Francis White - aktivist za ljudska prava
- Bert Williams - komičar
- Mary Lou Williams - pijanistkinja

### Poslije Drugog svjetskog rata
- James Baldwin - romanopisac
- Al Pacino - glumac
- Romare Bearden - umjetnik
- Harry Belafonte - pjevač i tekstopisac
- Claude Brown - romanopisac
- Ron Brown - političar
- Kareem Campbell - skejter
- George Carlin - komičar
- Jimmy Castor - glazbenik
- Chevy Chase - komičar
- Kenneth Bancroft Clark - psiholog i aktivist
- Mamie Phipps Clark - psihologinja
- Evelyn Cunningham - novinarka
- Jules Dassin - redatelj
- Benjamin J. Davis, Jr. - odvjetnik
- Ossie Davis - glumac
- Sammy Davis Jr. - pjevač